# Danait Fitsum
Danait Tekeste Fitsum, née le 4 février 2000, est une coureuse cycliste érythréenne.

## Palmarès
- 2019
  -  Championne d'Érythrée sur route
  -  Médaillée d'argent du contre-la-montre par équipes aux Jeux africains[1]
- 2021
  - 2e du championnat d'Érythrée du contre-la-montre
- 2022
  -  Championne d'Afrique du contre-la-montre par équipes (avec Monalisa Araya, Adiam Dawit et Milena Fafiet)
  -  Championne d'Érythrée du contre-la-montre
  -  Médaillée d'argent du championnat d'Afrique du contre-la-montre espoirs

## Classements mondiaux
| Année                                 | 2019 | 2020 | 2021 | 2022 |
| ------------------------------------- | ---- | ---- | ---- | ---- |
| Classement UCI                        | 210e | nc   | nc   | 193e |
|                                       |      |      |      |      |
| Légende : nc = non classéSource : UCI |      |      |      |      |